# Bürgermeisterei Wald
Die Bürgermeisterei Wald war im 19. Jahrhundert eine Bürgermeisterei im Kreis Solingen der preußischen Rheinprovinz. Sie ging aus Teilen des mittelalterlichen bergischen Amtes Solingen hervor, das 1806 unter den Franzosen aufgelöst wurde und in eigenständige Kantone und Mairies unterteilt wurde. Unter Preußen wurde die Mairie Wald in die Bürgermeisterei Wald umgewandelt. Das Gebiet der Bürgermeisterei ist heute Teil der bergischen Großstadt Solingen und erstreckt sich auf die Stadtteile Wald und Gräfrath.

## Hintergrund und Geschichte

Die Grenzen von 1808–1888 der sieben ehemaligen Städte auf dem Gebiet der heutigen Stadt Solingen; die Bürgermeisterei und Stadt Wald im nördlichen Bereich

Das Herzogtum Berg gehörte zuletzt aufgrund von Erbfällen zum Besitz Königs Maximilian I. Joseph von Bayern. Am 15. März 1806 trat er das Herzogtum an Napoleon Bonaparte im Tausch gegen das Fürstentum Ansbach ab. Dieser übereignete das Herzogtum an seinen Schwager Joachim Murat, der es am 24. April 1806 zusammen mit den rechtsrheinischen Grafschaften Mark, Dortmund, Limburg, dem nördlichen Teil des Fürstentums Münster und weiteren Territorien zu dem Großherzogtum Berg vereinte.
Bald nach der Übernahme begann die französische Verwaltung im Großherzogtum neue und moderne Verwaltungsstrukturen nach französischem Vorbild einzuführen. Bis zum 3. August 1806 ersetzte und vereinheitlichte diese Kommunalreform die alten bergischen Ämter und Herrschaften. Sie sah die Schaffung von Départements, Arrondissements, Kantone und Munizipalitäten (ab Ende 1808 Mairies genannt) vor und brach mit den alten Adelsvorrechten in der Kommunalverwaltung. Am 14. November 1808 war dieser Prozess nach einer Neuordnung der ersten Strukturierung von 1806 abgeschlossen, die altbergischen Honschaften blieben dabei häufig erhalten und wurden als Landgemeinden den jeweiligen Mairies eines Kantons zugeordnet. In dieser Zeit wurde die Munizipalität bzw. Maire Wald als Teil des Kanton Solingen im Arrondissement Elberfeld geschaffen.
Ihr gehörten neben dem Kirchdorf Wald die altbergischen Honschaften Itter (auch Erste Dorfhonschaft genannt) und Scheid (Zweite Dorfhonschaft) an.
1813 zogen die Franzosen nach der Niederlage in der Völkerschlacht bei Leipzig aus dem Großherzogtum ab und es fiel ab Ende 1813 unter die provisorische Verwaltung durch Preußen im sogenannten Generalgouvernement Berg, die es 1815 durch die Beschlüsse des Wiener Kongress endgültig zugesprochen bekamen. Mit Bildung der preußischen Provinz Jülich-Kleve-Berg 1816 wurden die vorhandenen Verwaltungsstrukturen im Großen und Ganzen zunächst beibehalten und unter Beibehaltung der französischen Grenzziehungen in preußische Landkreise, Bürgermeistereien und Gemeinden umgewandelt, die häufig bis in das 20. Jahrhundert Bestand hatten. Der Kanton Solingen wurde zum Kreis Solingen, die Maire Wald zur Bürgermeisterei Wald.
1815/16 lebten zusammen 2.767 Einwohner in der Bürgermeisterei. Laut der Statistik und Topographie des Regierungsbezirks Düsseldorf besaß die Bürgermeisterei 1832 eine Einwohnerzahl von gesamt 3.339, die sich in 443 katholische, 2.887 evangelische und neun jüdische Gemeindemitglieder aufteilten. Die Wohnplätze der Bürgermeisterei umfassten zusammen zwei Kirchen, elf öffentliche Gebäude, 595 Wohnhäuser, 18 Fabriken und Mühlen und 420 landwirtschaftliche Gebäude. Zu den Wohnplätzen, Höfen und Ortschaften der Bürgermeisterei gehörten laut der Statistik (zeitgenössische Schreibweise)
- Honschaft Itter (Erste Dorfhonschaft, 2.010 Einwohner): Wald, Scheuer, Altenhof, Wiedenhof, Krausen, Friesenhaus, Rolsberg, Wittkull, Adamsfeld, Feld, Sorgenhaus, Honshaus, Stübben, Strauch, Delle, Buckert, Westersburg, Oben Itter, Sonnenschein, Igelsforst, Kninsbusch, Kotzert, Stöcken, Backhausheide, Mittel Itter, Holz, Gütgen, Fürkelrath, Eipaß, Buxhaus, Itterbruch, Bausmühle, Zieleskotten, Bauskotten, Eschbach, Ehrnermühle und Fuhr.
- Honschaft Scheid (Zweite Dorfhonschaft, 1.329 Einwohner): Hanenhaus, Demmeltrath, Eignerfeld, Vogelsang, Eigen, Lehn, Herberg, Hecken, Oben Scheidt, Unten Scheidt, Schlagbaum, Oben Mangenberg, Unten Mangenberg, Oben Göntrath, Mittel Gönrath, Unten Gönrath, Dingshaus, Höh, Kleinenberg, Büschberg, Köttgen, Scheidermühle, Scheiderfeld, Mummscheidt, Loch, Wiedenkamp und Sonnenkamp.

Die alten Honschaften traten im Bürgermeistereigebiet ab den 1830er Jahren zunehmend in den Hintergrund und die gesamte Gemeindefläche wurde in die Flure I. Wittkull, II. Holz, III. Scheid, IV. Gönrath und V. Wald unterteilt. Am 4. September 1856 erhielt Wald aufgrund der in jenem Jahr in Kraft getretenen neuen Rheinischen Städteordnung das Stadtrecht, die Honschaften wurden in das Stadtgebiet eingegliedert.
Die Gemeinde- und Gutbezirksstatistik der Rheinprovinz führt für das Jahr 1867 6.904 Einwohner auf. Für 1871 werden 48 Wohnplätze mit insgesamt 1.473 Wohngebäuden und 7.390 Einwohnern angegeben (6.273 evangelischen, 1.101 katholischen, 15 sonstig christlichen und einer jüdischen Glaubens).
Das Gemeindelexikon für die Provinz Rheinland von 1888 gibt für die Stadt (und zugleich Bürgermeisterei) Wald eine Einwohnerzahl von 9.882 an (8.259 evangelischen, 1.527 katholischen und 94 sonstig christlichen Glaubens), die in 72 Wohnplätzen mit zusammen 1.399 Wohnhäuser und 2.006 Haushaltungen lebten. Die Fläche der Stadt und Bürgermeisterei (1.001 ha) unterteilte sich in 749 ha Ackerland, 85 ha Wiesen und 42 ha Wald.
Zu den bereits 1832 genannten Wohnplätzen werden im Gemeindelexikon zusätzlich aufgelistet: Dorpskotten, Dültgensthal, Eigenerberg, Kreuzweg, Lindersberg, Neueneipaß, Neuenkotten, Schneppert, Waldheim und Wiederschein.
Die südlichen Gebäude in Maiseiche lagen auch auf Walder Gebiet. Mit Wirkung zum 1. August 1929 wurde die Stadt und Bürgermeisterei Wald in die Stadt Solingen eingemeindet.